# Aslanbek Kákimov
Aslanbek Sydyquly Kákimov (in kazako Асланбек Сыдықұлы Кәкімов?; Aqtöbe, 2 ottobre 1993) è un calciatore kazako, centrocampista dell'Aqsý.

## Carriera
Ha giocato nella prima divisione kazaka.

## Palmarès

### Individuale
- Capocannoniere della Coppa del Kazakistan: 1

2024 (3 reti)